# Drenova
Drenova (albanisch auch Drenovë) ist eine Ortschaft im Südosten Albaniens im Kreis Korça. Das Dorf liegt südlich der Stadt Korça.
Die 2015 in die Gemeinde Korça integrierte Gemeinde hatte laut Volkszählung von 2023 4501 Einwohner. 12 % sind Kinder unter 15 Jahren. 24 % sind 65 Jahre alt oder älter. Von 2211 Wohnungen oder Häusern in der Gemeinde standen 2011 448 leer und 330 wurden gemietet. 2011 hatte Drenova noch 5581 Einwohner.
Bis vor wenigen Jahrzehnten sprachen die meisten Bewohner noch Bulgarisch respektive Mazedonisch. Heute haben sie sich weitgehend an die albanische Umgebung assimiliert.

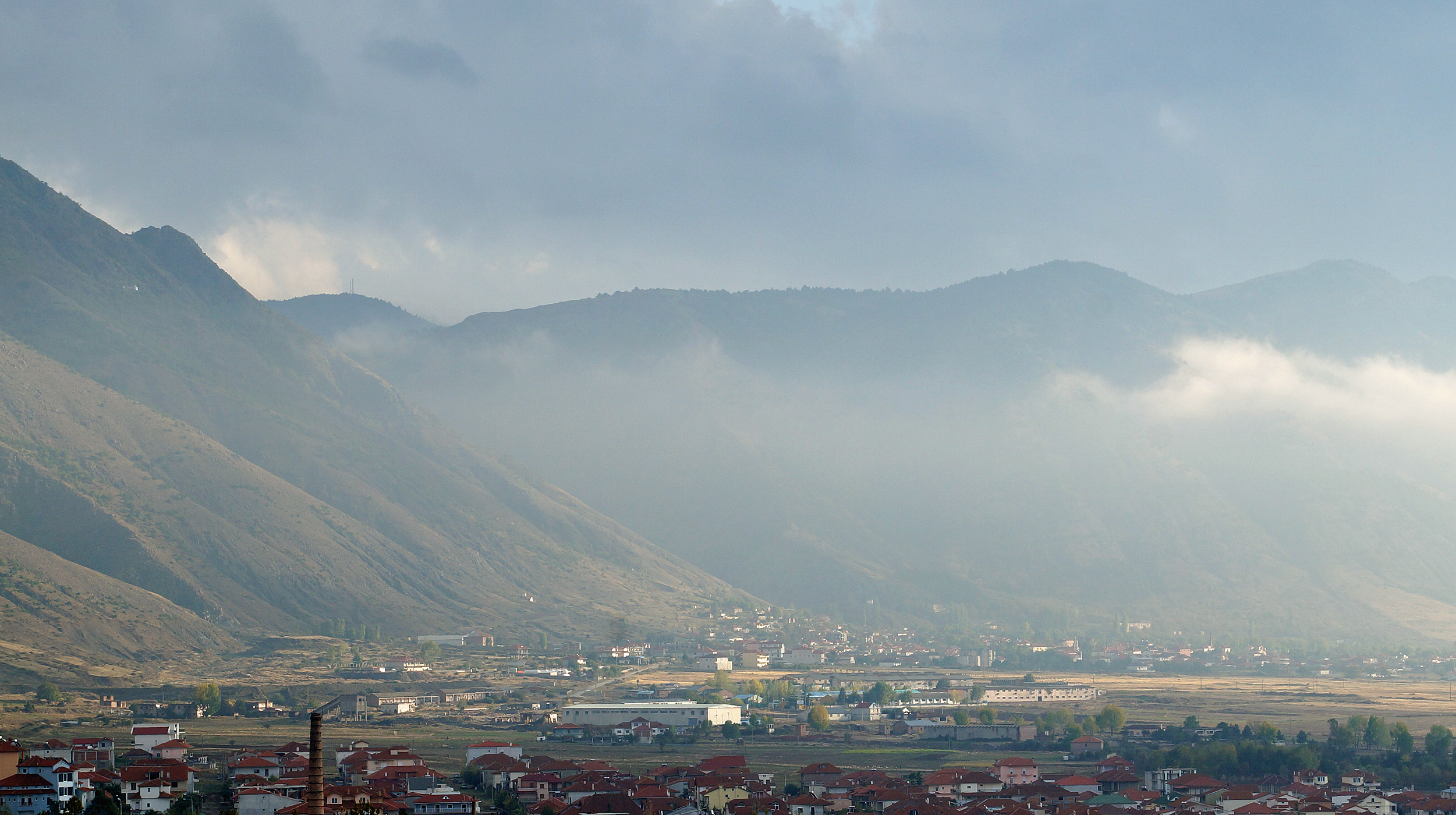
Drenova mit den Morava-Bergen von Norden gesehen

Der Ort liegt am Rande der Ebene von Korça auf rund 940 m ü. A. Der Nachbarort von Korça liegt im Süden der Stadt. Im Osten der Ebene erheben sich die Morava-Berge (Malet i Moravës), die Höhen von bis zu 1800 m ü. A. erreichen. Zur Gemeinde zählten nebst dem Hauptort Drenova die Dörfer Boboshtica, Dardha, Mborja, Morava, Qatrom, Ravonik, Turani und Zapet. Laut Angaben der Gemeinde leben 28 % der Einwohner in Mborja, das an Korça angrenzt, und 24 % im Dorf Drenova. Da das Total der von der Gemeinde kommunizierten Einwohnerzahl (2009) dasjenige der Volkszählung 2011 um fast das Doppelte übersteigt, sind die Angaben mit Vorsicht zu genießen: Boboshtica: 1466 Einwohner; Dardha: 140; Mborja: 3095; Morava: 1438; Qatrom: 867; Ravonik: 1025; Turani: 347; Zapet: keine Angaben.
In den Bergen südlich von Drenova wurde während des Sozialismus Steinkohle abgebaut, die in den Kraftwerken in Korça und Maliq verbrannt wurde. Das Vorkommen gilt als ältestes und kalorienreichstes des Landes. Noch früher wurde in der Region Seidenraupen gezüchtet. Für die Zucht waren Maulbeerbäume notwendig, und die Beeren wurde Schnaps (raki mani) gebrannt, für den einige Dörfer der Gemeinde noch heute landesweit berühmt sind.
Wälder in den Bergen südlich des Dorfes und der Minen sind als Landschaftsschutzgebiet Drenova-Sinica geschützt (von 1966 bis 2020 Nationalpark Drenova). Das Dorf Dardha befindet sich über zehn Kilometer von Drenova entfernt in den Bergen auf über 1300 m ü. A. Es verfügt über einen Kern historischer Häuser und ist ein Ausflugsort, der auch über Albaniens einzigen Skilift verfügt. Zu den weiteren Sehenswürdigkeiten in der Gemeinde gehören neben der Bergwelt alte orthodoxe Kirchen in Boboshtica und Mborja.
In Drenova befindet sich ein Hochsicherheitsgefängnis.

## Persönlichkeiten
- Aleksandër Stavre Drenova (1872–1947), unter dem Pseudonym Asdreni bekannter Dichter
- Eli Fara (* 1967), Volksmusiksängerin